# Савкин, Иван Иванович
Ива́н Ива́нович Са́вкин (6 апреля 1925, д. Ромоданово, Иркутская область, РСФСР, СССР — 6 мая 1996, Москва, Россия) — советский актёр театра и кино.

## Биография
Родился 6 апреля 1925 года в деревне Ромоданово Зиминского района Иркутской области. В 1931 году его семья переехала в село Балаганск Иркутской области.
В 1932 году Иван пошёл учиться в школу, по окончании которой в 1942 году — поехал на учёбу в школу ФЗО города Черемхово.
В декабре 1942 года Савкин был призван на службу в Красную армию в городе Нижнеудинск. В 1943 году отправлен на фронт Великой Отечественной войны. Проходил службу в 1039-м стрелковом полку 311-й стрелковой дивизии. Участник обороны Ленинграда. Демобилизован в августе 1944 года после тяжёлого ранения. 
Поступил на работу токарем МТС в селе Балаганск. В 1947 году поехал учиться в театральную студию Иркутского областного драматического театра, после закрытия которой в 1948 году, остался работать актёром в этом театре. 
В 1949 году Савкин уехал в Москву и после неудачной попытки поступить в театральное училище два года работал монтажником на строительстве МГУ.
В 1951 году поступил на актёрский факультет Театрального училища имени Щепкина (курс К.А. Зубова). 
Учась на четвёртом курсе института, дебютировал в кино в роли Юрася в фильме Алексанра Зархи «Нестёрка». 
В 1956 году окончил Театральное училище имени М. С. Щепкина. 
С 1956 по 1957 год и с 1960 по 1990 год — актёр Театра-студии киноактёра.
В 1965 году снялся в роли Степана Казанца в комедии Эдмонда Кеосаяна «Стряпуха». Многие зрители узнали и полюбили актёра именно по этой работе. Все в фильмографии Ивана Савкина более 50 фильмов. Амплуа — простые русские мужики, солдаты, матросы.
Был дважды женат. Первая жена Людмила Васильевна. Брак продлился 22 года. Дочь Марина (род. 1958). Вторая жена Алевтина Фёдоровна Кудряшова (1947—2003).
Скончался 6 мая 1996 года на 72-м году жизни в Москве. Похоронен на Хованском кладбище (уч. № 221) в Москве.

## Память
- В СССР была выпущена почтовая фотооткрытка, посвященная Савкину[3].

## Творчество

### Фильмография
| - 1951 — Тарас Шевченко — эпизод - 1955 — Нестёрка — Юрась - 1957 — Екатерина Воронина — работник порта - 1957 — На острове Дальнем… — Седых - 1957 — Огненные вёрсты — Заврагин - 1958 — Звероловы — Егоров - 1959 — Любой ценой — капитан - 1960 — Алёшкина любовь — Николай - 1960 — Рыжик — Тарас - 1961 — Битва в пути — эпизод - 1961 — В пути — пассажир поезда - 1962 — Иваново детство — солдат - 1962 — Мой младший брат — Игорь - 1962 — Остров Ольховый — Коршунов - 1962 — Чудак-человек — эпизод - 1963 — Город — одна улица — Никита - 1963 — Первый троллейбус — Микошин - 1964 — Где ты теперь, Максим? — Иван Петрович - 1964 — Одиночество — Колька-матрос - 1965 — Мы, русский народ — бывалый солдат Васильев - 1965 — Сколько лет, сколько зим! — эпизод - 1965 — Стряпуха — Степан Казанец - 1966 — Айболит-66 — пират - 1966 — Неуловимые мстители — адъютант Будённого - 1967 — Взорванный ад — командир партизан - 1967 — Запомним этот день — член полкового комитета - 1967 — Поиск — Иван | - 1967 — Таинственный монах — эпизод - 1967 — Там, где длинная зима — Зимин - 1968 — Новые приключения неуловимых — эпизод - 1968 — Ошибка резидента — милиционер в линейном отделении - 1969 — Директор — сторож - 1970 — В те дни — Степан - 1970 — О друзьях-товарищах — анархист - 1971 — Молодые — Иван - 1973 — И на Тихом океане — Стёпушка - 1973 — Это сильнее меня — капитан - 1975 — От зари до зари — однополчанин - 1976 — Преступление — эпизод - 1976 — Солнце, снова солнце — рыбак - 1978 — Близкая даль — Михаил Константинович - 1978 — И это всё о нём — Панкрат Иванович - 1978 — Предварительное расследование — первый секретарь райкома партии - 1978 — Сюда не залетали чайки — Азарий - 1978 — Торговка и поэт — Андрей - 1979 — Активная зона — сотрудник театра - 1980 — Крупный разговор — Коссовский - 1982 — Каракумы, 45 в тени — Рябцев - 1983 — Легенда о княгине Ольге — новгородский воевода - 1983 — Одиноким предоставляется общежитие — эпизод - 1984 — Блистающий мир — капитан Билбой - 1984 — Нам не дано предугадать — эпизод - 1985 — Картина — Николай Никитьевич, начальник ГУВД (эпизод) - 1988 — Благородный разбойник Владимир Дубровский — эпизод - 1991 — Царь Иван Грозный — боярин Георгий |